# Kalwang
Kalwang ist eine österreichische Marktgemeinde mit 1040 Einwohnern (Stand 1. Jänner 2025) im Gerichtsbezirk bzw. Bezirk Leoben, Steiermark.

## Geografie
Das Gemeindegebiet der Marktgemeinde Kalwang liegt im Liesingtal. Der Gebirgsbach Teichen, welcher südliche Gebirgsteile der Eisenerzer Alpen entwässert, fließt (teilweise stark reguliert) durch die Katastralgemeinden Sonnberg und Kalwang und mündet in die Liesing.
Die Gemeinde hat eine Fläche von 67,16 Quadratkilometer. Davon sind 6 Prozent landwirtschaftliche Nutzfläche, 10 Prozent Almen und 80 Prozent Wald.

### Gemeindegliederung
Das Gemeindegebiet umfasst folgende vier Ortschaften und gleichnamige Katastralgemeinden (in Klammern Einwohnerzahl Stand 1. Jänner 2025):
- Kalwang (832)
- Pisching (45)
- Schattenberg (67)
- Sonnberg (96)

### Nachbargemeinden
|                    | Radmer                                      | Eisenerz  |
| Wald am Schoberpaß | Kompassrose, die auf Nachbargemeinden zeigt | Trofaiach |
|                    |                                             | Mautern   |

## Geschichte
Im Jahr 1148 wird Chichelwanche erstmals erwähnt. Der Name geht auf mhd. kiche (Hütte, Verschlag für Tiere) und mhd. -wang (Wiesenabhang) zurück. Die Siedlung war bald ein reicher Hammerherren- und Bergbauort. Die Kalwanger beteiligten sich auch am Bauernaufstand 1525. Der Kupferbergbau in der Teichen bestand von den Anfängen im Mittelalter bis 1867 sowie nach einer Wiederaufnahme zwischen 1916 und 1928. Die Ortsgemeinde als autonome Körperschaft entstand 1850 und wurde 1929 zur Marktgemeinde erhoben. Nach dem Anschluss Österreichs 1938 gehörte Kalwang zum Reichsgau Steiermark, 1945 bis 1955 war die Marktgemeinde Teil der britischen Besatzungszone in Österreich.
Das Krankenhaus Kalwang besteht schon seit über 100 Jahren. Der Gutsbesitzer Rudolf von Gutmann baute es 1912 bis 1914 für seine Arbeiter und Angestellten. Seit Jahrzehnten ist es als Unfallkrankenhaus Kalwang ein Begriff.

### Bevölkerungsentwicklung

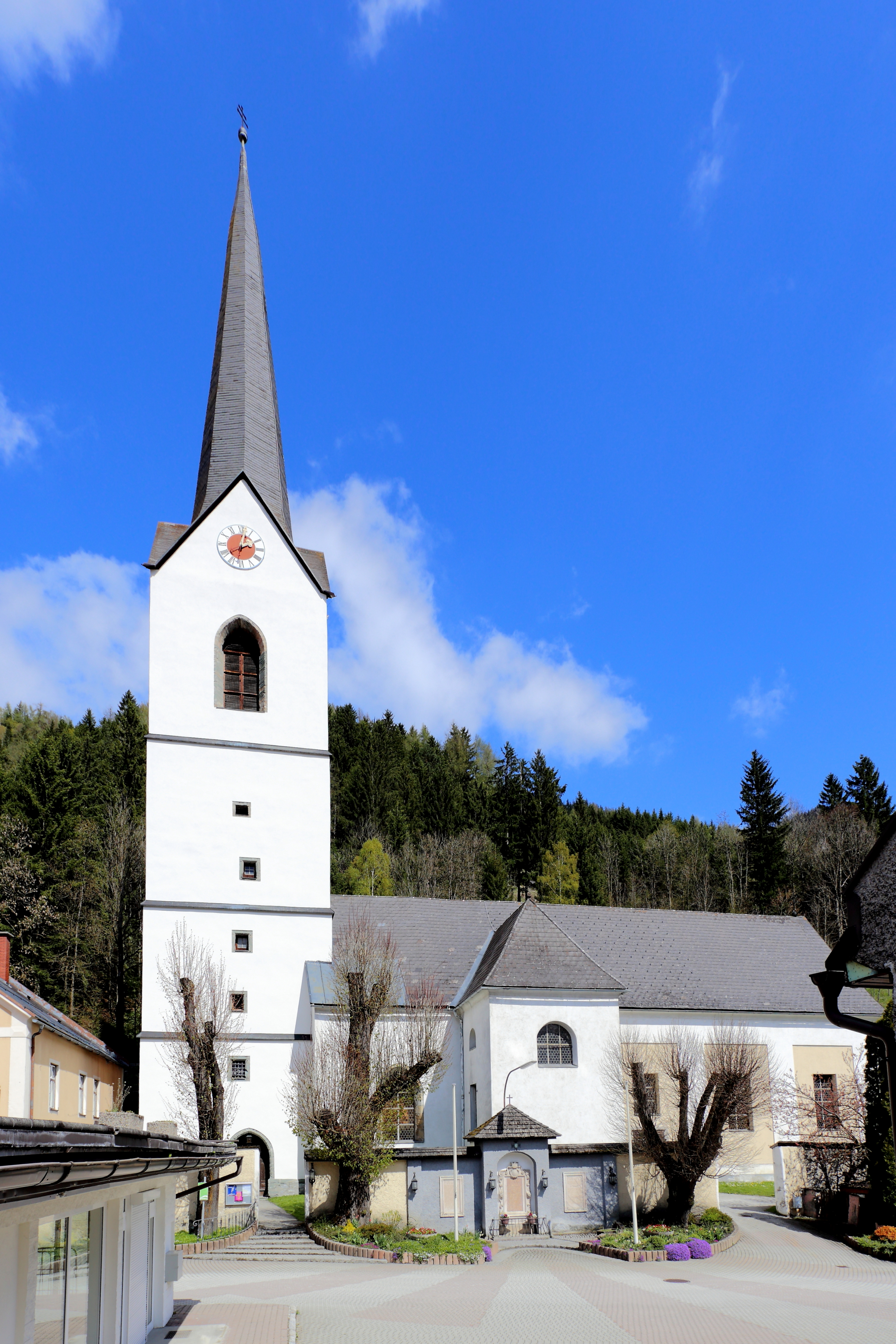
Pfarrkirche Kalwang

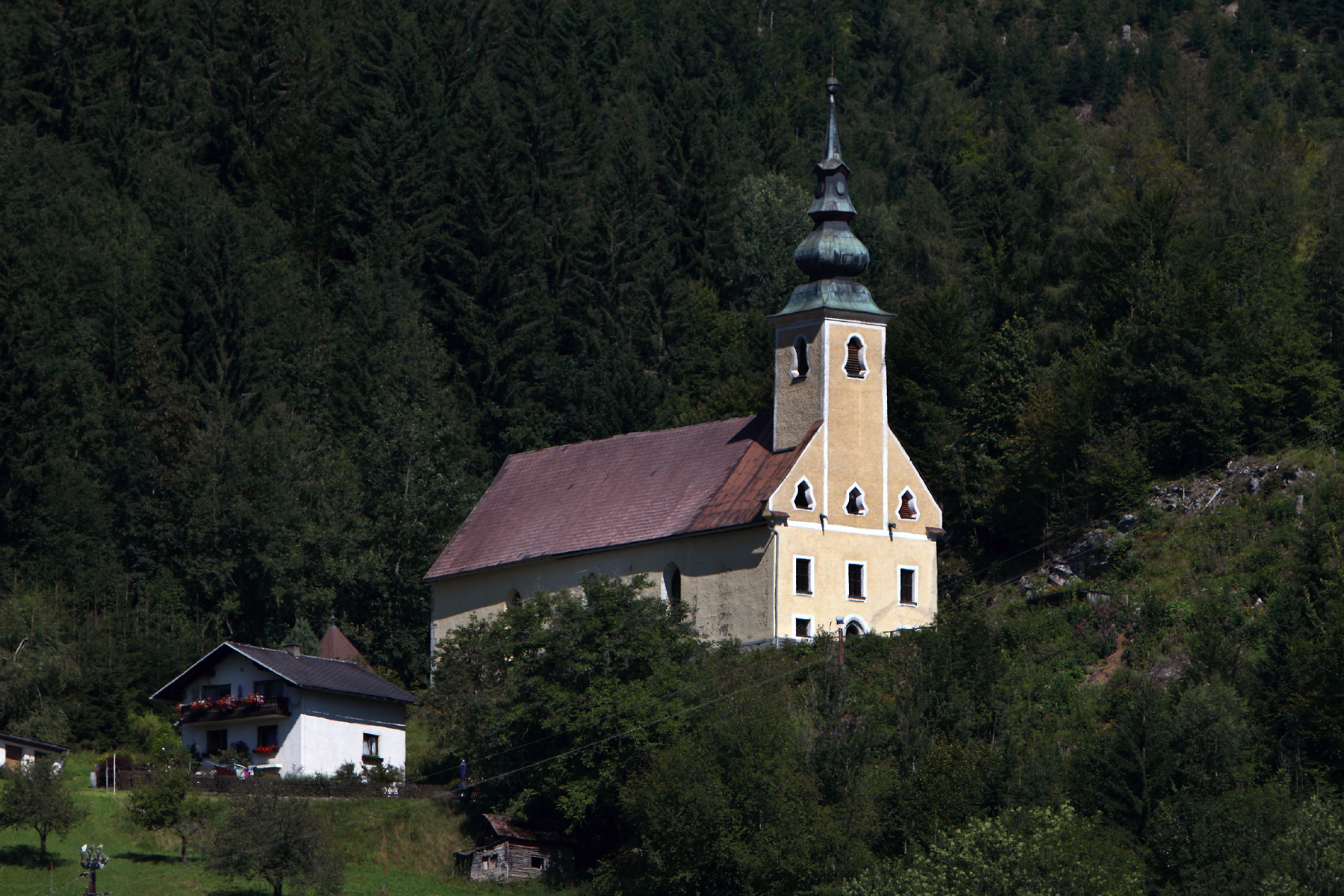
Filialkirche hl. Sebastian

## Kultur und Sehenswürdigkeiten
- Katholische Pfarrkirche hl. Oswald
- Filialkirche hl. Sebastian

## Wirtschaft und Infrastruktur
Im Jahr 2011 arbeiteten in Kalwang 72 Erwerbstätige in der Landwirtschaft, 111 im Produktionssektor und 379 im Dienstleistungssektor.

### Tourismusverband
Die Gemeinde bildet gemeinsam mit Radmer an der Stube, Eisenerz, Vordernberg, Trofaiach, Tragöß-St. Katharein, St. Peter-Freienstein, Proleb, Niklasdorf, Leoben, St. Michael in der Obersteiermark, Kraubath an der Mur, Traboch, Kammern im Liesingtal, Mautern in Steiermark und Wald am Schoberpass den Tourismusverband „Erzberg Leoben“. Dessen Sitz ist in Leoben.

### Verkehr
Der Bahnhof Kalwang liegt an einer Teilstrecke der Rudolfsbahn, der Pyhrnautobahn und der Schoberpassstraße.

## Politik

### Gemeinderat
Der Gemeinderat hatte bis zur Wahl 2020 15 Mitglieder und seitdem nur noch 9 Mitglieder.
- Mit den Gemeinderatswahlen in der Steiermark 2005 hatte der Gemeinderat folgende Verteilung: 9 ÖVP, 4 SPÖ und 2 FPÖ.[6]
- Mit den Gemeinderatswahlen in der Steiermark 2010 hatte der Gemeinderat folgende Verteilung: 8 ÖVP, 5 FPÖ und 2 SPÖ.[7]
- Mit den Gemeinderatswahlen in der Steiermark 2015 hatte der Gemeinderat folgende Verteilung: 7 ÖVP, 5 FPÖ und 3 SPÖ.[8]
- Mit den Gemeinderatswahlen in der Steiermark 2020 hat der Gemeinderat folgende Verteilung: 6 ÖVP, 2 FPÖ und 1 SPÖ.[9]

### Bürgermeister
Bürgermeister seit 1913 waren:
- 1913–1919 Otto Gruber
- 1919–1924 Josef Hanf
- 1924–1929 Simon Reitmaier
- 1930–1932 Josef Hanf
- 1932–1933 Johann Klarmann
- 1933–1935 Matthias Ehweiner (Regierungskommissär)
- 1935–1938 Josef Hanf
- 1938–1943 Robert Pfisterer
- 1943–1945 Josef Wurst
- 1945–1945 Philipp Heiland
- 1945–1945 Johann Skergett
- 1945–1945 Anton Jessenek
- 1945–1945 Philipp Heiland
- 1945–1946 Hans Gruber
- 1946–1950 Franz Radler
- 1950–1955 Philipp Heiland
- 1955–1962 Jakob Stuhlpfarrer
- 1962–1970 Alois Lichtenegger
- 1970–1984 Helmut Glabischnig
- 1984–2001 Paul Pucher
- 2001–2007 Alexander Maurer (ÖVP)[11]
- seit 2007 Mario Angerer (ÖVP)

### Wappen
Die Verleihung des Gemeindewappens erfolgte am 27. März 1929.

Wappenbeschreibung:
„Ein blauer Schild, aus dessen Fussrande der nach rechts vorwärtsgewendete Kopf mit Halsansatz eines braunen Hirschen hervorwächst. Zwischen dem zwölfendigen Geweih erhebt sich ein hohes goldenes Kreuz, aus dessen Winkeln goldene Strahlen hervorbrechen. Hinter dem Hirschkopf steigt in 3 Absätzen ein unten bewaldeter, in der Mitte beraster, oben felsiger Gebirgszug empor. Den Schild umgibt eine ornamentierte bronzefarbige Randeinfassung.“

### Gemeindepartnerschaften
Partnergemeinde ist die Gemeinde Bő im Komitat Vas, Ungarn.

## Persönlichkeiten

### Söhne und Töchter der Gemeinde
- Kurt Bauer (1926–2016), Ornithologe
- Ulf Mayer (1926–2018), Bildhauer
- Godwin Ekhard (1932–1995), Maler und Grafiker
- Helmut Machhammer (* 1962), Bildhauer

### Personen mit Bezug zur Gemeinde
- Matthäus Loder (1781–1828), österreichischer Maler der Biedermeier-Epoche (wirkte hier für einige Zeit)
- Johann Krainz (1847–1907), Lehrer, Volkskundler, Sagenforscher, Erzähler und Schriftsteller (lebte und wirkte hier für einige Zeit)
- Philipp Haas von Teichen (1859–1926), österreichischer Unternehmer (besaß das „Herrschaftsgut Teichen“)
- Max von Gutmann (1857–1930), österreichischer Techniker und Industrieller (Gutsbesitzer in Kalwang)
- Rudolf von Gutmann (1880–1966), österreichisch-kanadischer Großindustrieller, Bankier und Kunstsammler (Gutsbesitzer in Kalwang)
- Hellmut Lederer (1900–1976), Primarius des Unfallkrankenhauses Kalwang über 37 Jahre
- Karl Metz (1910–1990), österreichischer Geologe und Hochschullehrer (erstellte eine geologische Karte von Kalwang)
- Christian Benger (* 1962), österreichischer Politiker, Forstdirektor und Unternehmer (war von 1998 bis 2000 in der Forstdirektion in Kalwang tätig)

### Ehrenbürger der Gemeinde
- 1904: Philipp Ritter von Haas, Gutsbesitzer[10]
- 1913: Rudolf Ritter von Gutmann, Gutsbesitzer[10]
- 1924: Sebastian Schober, Gemeinderat[10]
- 1964: Hellmut Lederer[10]
- 1965: Erenbert Haidinger, Pfarrer[10]
- 2009: Helmut Glabischnig, Altbürgermeister von Kalwang[13]
- 2009: Paul Pucher, Altbürgermeister von Kalwang[14]